# مارگارت سیکسل
مارگارت سیکسل (انگلیسی: Margaret Sixel) یک تدوین‌گر اهل استرالیا است.
وی بابت تدوین فیلم مکس دیوانه: جاده خشم در سال ۲۰۱۵ میلادی، برندهٔ جایزه اسکار بهترین تدوین و جایزهٔ بفتای «بهترین تدوین» شد.

## گزیدهٔ آثار
- مکس دیوانه: جاده خشم (۲۰۱۵)
- خوش‌قدم (۲۰۰۶)
- ماری (۱۹۹۴)